# НВО «СПЛАВ»
НВО Сплав (рос. Научно-производственное объединение «СПЛАВ») — є одним із провідних світових розробників і виробників реактивних систем залпового вогню (РСЗВ), а також однією з ключових компаній, що постачає російську зброю на світовий ринок у цій галузі. Це єдине в Росії підприємство, яке проектує і розробляє реактивні системи залпового вогню (РСЗВ) і патрони. 
Компанія входить до холдингу Техмаш ( Ростех ). 

## Історія
НВО «Сплав» засновано в 1945 році. 
Під час Російсько-Української війни 22 грудня 2015 року США через EO 13662 прямо внесли НВО «Сплав» до Ідентифікаційного списку секторальних санкцій (SSI ) Управління контролю за іноземними активами Міністерства фінансів США (OFAC) через його зв’язки з Ростехомом, заблокував будь-яку юридичну діяльність або фізичну особу пов'язану с нею в  Сполучених Штатах Америки. Також введені санкції на ведення бізнесу з НВО «Сплав» та іншими організаціями, пов’язаними з Ростехом.     
У 2016 році «Сплав» об’єднався з «Мотовилихськими заводами». 

## Продукція
- БМ-21 Град
- БМ-27 Ураган
- БМ-30 Смерч
- Дамба (РСЗВ)[ru] [10]
- Протичовновий комплекс Удав-1 [10]
- РПК-8 [10]
- РСЗВ «Торнадо».
- Земледєліє (система мінування)